# Дом Казанского собора
До́м Каза́нского собо́ра или До́м церко́внослужителей Каза́нского собо́ра — здание, объект культурного наследия регионального значения, построено в 1813—1817 годах в стиле русского классицизма под руководством архитектора В. П. Стасова. Расположен в Санкт-Петербурге по адресам Невский проспект, 25 и Казанская улица, 1.

## История дома
В 1710—1750-х годах часть земли, на которой теперь стоит дом № 25 (угол Невского проспекта и Казанской улицы), принадлежала обер-секретарю Сената Павлу Васильевичу Севергину и его жене А. Х. Севергиной. В 1750-х годах на этом участке для неё был построен особняк в стиле барокко, выходивший фасадом на Невский проспект. Другая (левая) часть с 1750-х годов состояла в собственности семьи действительного статского советника А. М. Еропкина, построившего свой дом. Оба участка с домами ко времени завершения постройки Казанского собора принадлежали его причту (был куплен в 1813 году).

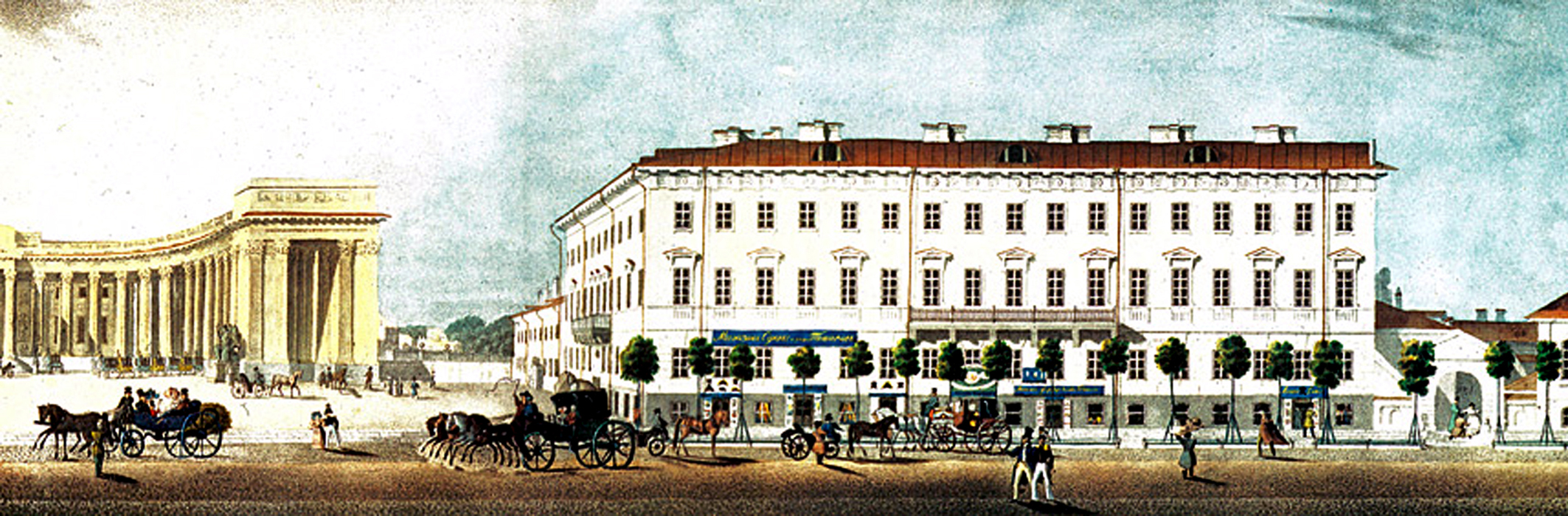
Дом церковнослужителей Казанского собора. Фрагмент Панорамы Невского проспекта. Литография И. А. Иванова по акварели В. С. Садовникова. 1835 год

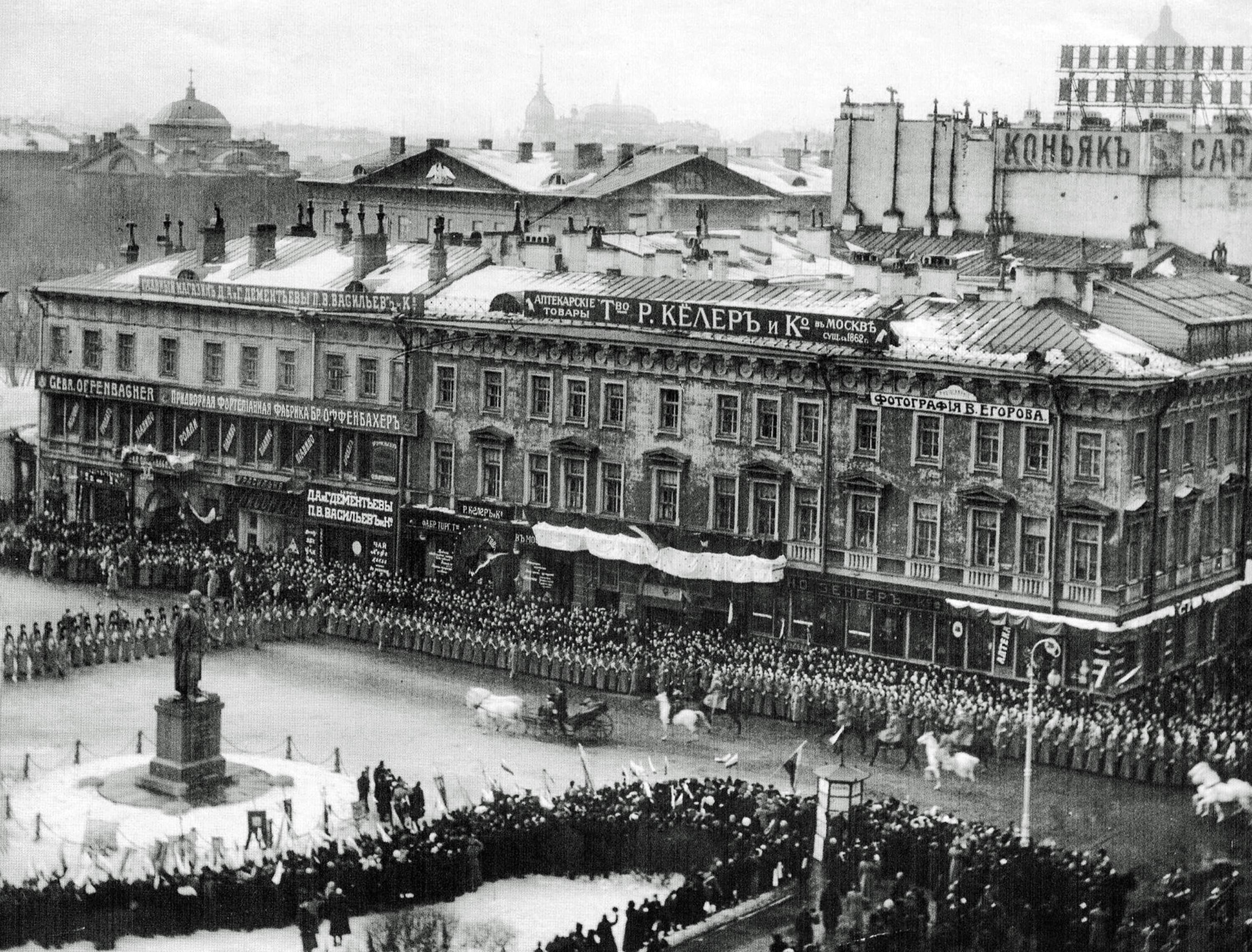
Праздничная процессия у дома 25 по Невскому проспекту. 300-летие дома Романовых. Фото Карла Буллы. 1913 год

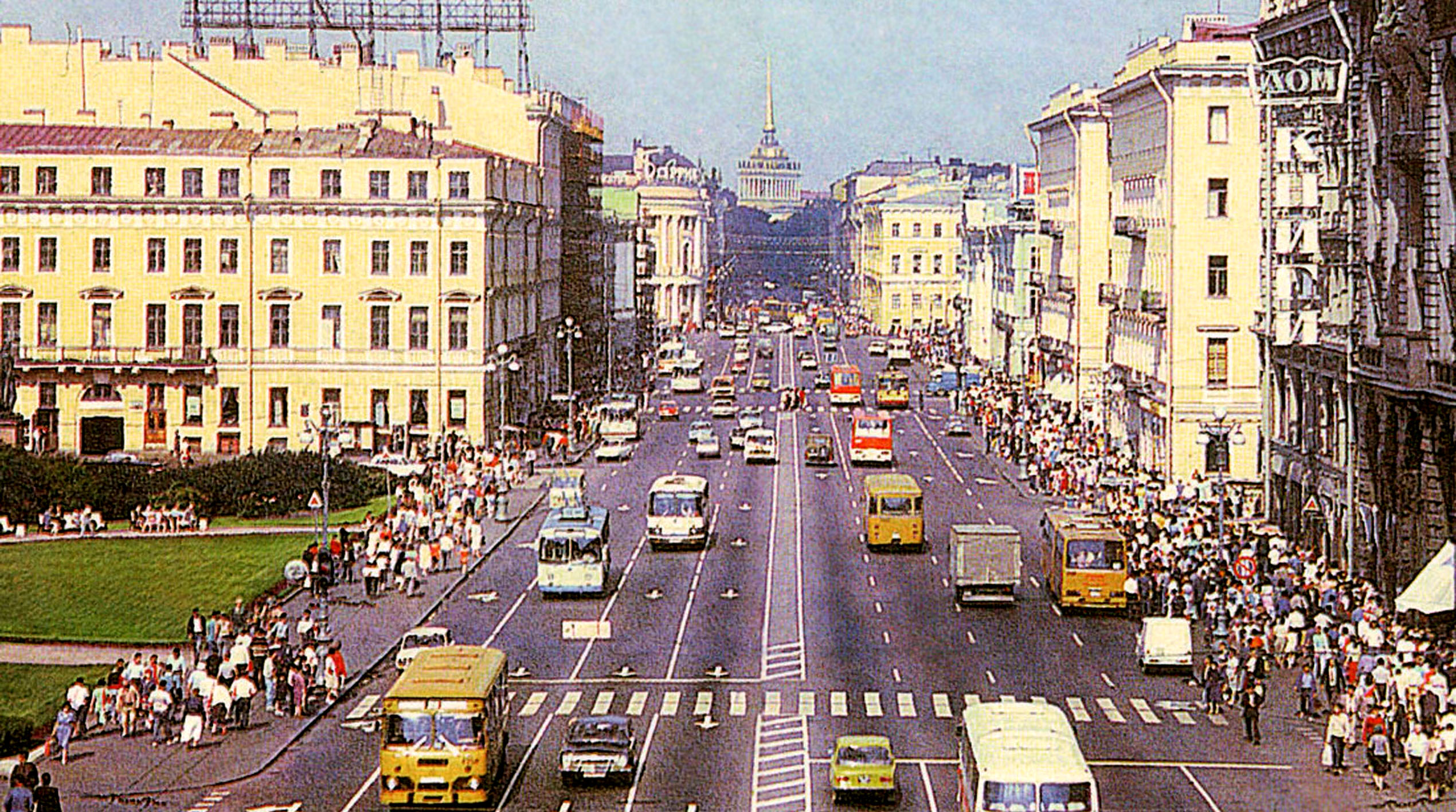
Панорама Невского проспекта. Слева хорошо виден дом № 25. 1987 год

#### Дом до революции 1917 года
В 1809—1810 годах А. Н. Воронихиным к основному зданию на Невском проспекте был пристроен двухэтажный корпус (крайний слева) со стороны собора (Казанская ул., 3), в 1849 году в нём жил А. И. Герцен. Эта часть дома принадлежала Воспитательному дому, занимавшему значительную территорию в глубине квартала. Сдержанный классицистический облик дом № 25 по Невскому проспекту приобрёл после перестройки, проведённой архитектором В. П. Стасовым (1813—1817), так как вариант реконструкции здания, предложенный А. Н. Воронихиным, заказчиком был отклонён. Церемония закладки дома прошла 30 августа 1813 года, сразу после этого начались строительные работы. В 1840 году, по проекту архитектора П. С. Плавова, корпус Воронихина был объединён стилистически единым фасадом с трёхэтажным корпусом на Невском проспекте. Дворовые флигели многократно перестраивались — архитектором Г. Р. Цолликофером (1842), Г. И. Карповым (1861 и 1887). Внутренний двор имел открытые обходные галереи. Строгая линеарность фасадов дома удачно гармонировала с архитектурой Казанского собора, площадью и общей застройкой Невского проспекта.
С начала XIX века до закрытия Казанского собора (1932) в доме проживали церковнослужители, в том числе настоятели (первый — П. Н. Мысловский, последний — Ф. Н. Орнатский).
Помещения на первом этаже дома сдавались внаём. Были открыты магазины: фарфорового завода Батенина (1818—1838); бронзовой фабрики П. А. Шрейбера (в середине XIX века), книжный магазин Л. И. Желябова; «Казанская аптека». В конце XIX века здесь размещался банкирский дом «Г. Вавельберг». В 1870-е годы в доме располагалась редакция газеты Петербургский листок. В 1880—1910-е годы работал магазин (вход с Казанской ул.) фирменных фотографических аппаратов, граммофонов и фонографов «Бруно Зенгеръ и К°». Незадолго до революции 1917 года работал магазин акционерного общества по производству химико-фармацевтических, парфюмерных и фотографических товаров «Р. Келер и К°» (1890—1910-е). В годы Первой мировой войны в доме размещался лазарет для раненых солдат, им заведовал Н. А. Мейнгард (заместитель главврача придворного госпиталя). В сентябре 1914 года лазарет Казанского собора взяла под своё покровительство императрица Александра Федоровна.

#### Дом после революции 1917 года
После революции 1917 года жизнь Дома Казанского собора заметно изменилась, как и его обитатели. В результате бегства части прежних хозяев, выселения лишенцев и планового уплотнения подавляющее большинство квартир, сменив жильцов, стало коммунальными. В начале 1918 года Воспитательный дом был упразднён, левая часть здания (дом 3 по Казанской улице, переименованной в 1923 году в улицу Плеханова) перешла к вновь созданному Третьему Петроградскому педагогическому институту (теперь — Российский государственный педагогический университет имени А. И. Герцена). В 1920-х годах в доме обосновалось акционерное общество «Госмедпром» и транспортно-экспедиционная контора, работали магазины государственных Мальцевских заводов и «Кредитбюро». В 1921—1922 годах в доме жил будущий Патриарх Алексий I.
В 1933 году, по проекту архитекторов Д. П. Бурышкина и И. Г. Капцюга, дом был надстроен четвёртым этажом (до этого мансардный этаж располагался только над частью здания, выходящей на Невский проспект). Во времена СССР здесь размещался «Ленмаслосбыт» (с 1935); со второй половины 1930-х годов (до реконструкции 1995-1997 гг.) в части дома, выходящей на Невский проспект, находился ресторан «Кавказский», до конца 1980-х годов на первом этаже по Казанской улице работали гастроном и кафе (в угловой части дома). В 1970—1980-е годы дом 25 по Невскому проспекту довольно часто попадал в кадры городской кинохроники и частное видео.
Во второй половине 1980 годов дом был поставлен на капитальный ремонт. С 1987 по 1990 годы верхний этаж (мансарды) дома занимали художники-неформалы, объединившиеся в сквот «Невский-25». Организаторами мастерской-коммуны выступили А. Парыгин и Л. Кипарисов.
В 1995—1997 годах архитекторами С. И. Соколовым и Н. И. Явейном дом был перестроен под нужны современного торгового центра («Атриум на Невском 25»). Внутренний двор сделали закрытым, перекрыв его стеклянной крышей. В центре двора установлен небольшой фонтан. Последний (4-й) этаж стал мансардным, имитируя внешний вид дома до перепланировки 1933 года. Дом был вновь открыт 17 ноября 1997 года. Авторам проекта присуждена Государственная премия РФ по архитектуре.